# منصور البيشي
منصور فايز البيشي (مواليد 24 أبريل 2000)، لاعب وسط كرة قدم سعودي يلعب في نادي الرائد.

## مسيرة اللاعب
بدأ اللاعب في الفئات السنية في نادي الهلال ووصل للفريق الأول في عام 2019.

### برنامج الابتعاث الخارجي
انضم لبرنامج الابتعاث السعودي لكرة القدم 2019 مع مجموعة من اللاعبين للابتعاث الخارجي لاكتساب الخبرات و المشاركة أمام فرق من مختلف الدرجات في إسبانيا وغيرها من الدول الأوروبية.

### عودته من الابتعاث
عاد من الابتعاث للمشاركة مع نادي الهلال مطلع عام 2020 وانضم للفريق الأول و أعير إلى نادي الرائد مطلع عام 2021 و بعدها انتقل رسمياً للرائد.